# Ministère de la Pêche et de l'Économie maritime
Le ministère de la Pêche et de l'Économie maritime est un ministère guinéen dont le ministre est Fassou Théa.

## Titulaires depuis 2007
| Nom | Nom                          | Dates du mandat | Dates du mandat | Gouvernement(s)            |
| --- | ---------------------------- | --------------- | --------------- | -------------------------- |
| | Mohamed Youla                | 28/03/2007      | 20/05/2008      | Kouyaté                    |
| | Youssouf Sylla               | 20/05/2008      | 24/12/2008      | Souaré                     |
| | Raymond Ounouted             | 14/01/2009      | 26/01/2010      | Komara                     |
| | Colonel Mamadou Korka Diallo | 15/02/2010      | 24/12/2010      | Doré                       |
| | Moussa Condé                 | 24/12/2010      | 26/12/2015      | Saïd Fofana I et II        |
| | André Loua                   | 26/12/2015      | 22/08/2017      | Youla                      |
| | Frédéric Loua                | 28/08/2017      | 05/09/2021      | Youla, Kassory I et II     |
| | Charlotte Daffé              | 25/10/2021      | 19/02/2024      | Béavogui et Bernard Goumou |
| | Fatima Camara                | 13/3/2024       | 29/7/2024       | Bah Oury                   |
| | Fassou Théa                  | 29/7/2024       | En cours        | Bah Oury                   |
| Dans l'intervalle entre deux mandats, le ministre sortant assure la gestion des affaires courantes. Titres successifs : - 2015-2024 : Pêche, Aquaculture et Économie maritime - Depuis 2024 ː Pêche et l'économie numérique |                              |                 |                 |                            |